# 白石優
白石 優（しらいし ゆう、1988年10月10日 - ）は、日本の元AV女優。

## 略歴
2008年にAVデビュー。ナチュラルハイの裸の大陸出演。

## 出演作品

### アダルトビデオ
2008年
- HYPER DELICIOUS AWABI VOL.4（12月6日、ベイビーエンターテイメント）
- 団地妻ソープ 中出し編 3（12月15日、フォーエバー） ※「白石ゆう」名義
- 居酒屋で飲んでいるカップルの彼氏の隙を狙って彼女をナンパ 4（12月20日、ホットエンターテイメント）オムニバス作品

2009年
- 本当はスケベな ダルマさんが転んだっ!（1月8日、アイエナジー）
- SOD役員シリーズ Vol.2 ザ・近親相姦（1月22日、SODクリエイト）…オムニバス作品
- 通勤、通学バスで 勇気を出して初めてのお触り 2（1月22日、Hunter）
- 狂乱アクメ 執行番号42（1月23日、プレステージ）
- 酔娘伝 第一章 素人6人酔わせて生中出し（2月7日、桃太郎映像出版）
- 非日常的悶絶遊戯 美人バーテンダー、優の場合 （2月13日、AVS）
- 絶倫ナースステーション （2月27日（レンタル）／3月13日（セル）、LEO）
- 手コキクリニック 9 （3月5日、SODクリエイト）
- 裸の大陸 5 （3月5日、ナチュラルハイ）
- 働くオンナ狩り 歯科衛生士編 3（3月24日、プレステージ）
- 尻穴ヴァージンアクメ（4月15日、スターパラダイス）
- 欲しがる美女の2穴生中出しFUCK （5月19日、エムズビデオグループ）
- 若妻厳選 昼下がりのエステ盗撮 （6月19日、スナイパー）オムニバス作品
- 秋葉原ビデオボックスオナニー盗撮 .08 （7月30日、PEEPING HD）オムニバス作品
- NAMANAKA GALS ON LIVE 4 （7月31日、ピエロ）
- 丸の内新ビル3Fスイムウェアコーナー競泳水着試着室盗撮 8 （8月27日、PEEPING G）オムニバス作品
- 制服OL盗撮トイレオナニー プレミアムコレクション 7 （8月27日、ティファコーポレーション）オムニバス作品
- 試着室の生着替え 第四回作品 （8月27日、ティファコーポレーション）オムニバス作品
- ビデオボックスオナニー盗撮 .28 （9月1日、ヴァルディー）オムニバス作品
- 放尿 第四回作品 （8月27日、ティファコーポレーション）オムニバス作品
- 丸の内トイレ制服オナニー盗撮 06 （11月1日、ヴァルディー）オムニバス作品

他

## 電子書籍

### デジタル写真集
- 初脱ぎ! うぶな素人お姉さん （2009年1月16日、イースト・プレス）
- 大股開き! 着エロ素人 （2009年2月27日、イースト・プレス）
- 全裸体操! 〜バランスボール編〜 （2009年3月30日、イースト・プレス）
- NAKED 174 （2009年10月16日、ティファコーポレーション）